# Зґлічин-Пободзи
Зґлічин-Пободзи (пол. Zgliczyn Pobodzy) — село в Польщі, у гміні Бежунь Журомінського повіту Мазовецького воєводства.
Населення — 118 осіб (2011).
У 1975-1998 роках село належало до Цехановського воєводства.

## Демографія
Демографічна структура станом на 31 березня 2011 року:
|          | Загалом | Допрацездатний вік | Працездатний вік | Постпрацездатний вік |
| -------- | ------- | ------------------ | ---------------- | -------------------- |
| Чоловіки | 58      | 14                 | 37               | 7                    |
| Жінки    | 60      | 11                 | 33               | 16                   |
| Разом    | 118     | 25                 | 70               | 23                   |